# Rhyacophila anakbatukau
Rhyacophila anakbatukau är en nattsländeart som beskrevs av Malicky 1995. Rhyacophila anakbatukau ingår i släktet Rhyacophila och familjen rovnattsländor. Inga underarter finns listade i Catalogue of Life.